# 高建中
高建中，中华人民共和国政治人物、外交官。
1988年，接替罗嘉驩，担任中华人民共和国驻塞拉利昂大使。1993年，由徐次农接任。